# Разочарење
Разочарење је осећај незадовољства који следи након што се очекивања или наде не испоље. Разликује се од жаљења по томе што се та особа фокусира првенствено на личне изборе који су допринели лошем исходу, док се особа која осећа разочарење фокусира на сам исход, што је извор психолошког стреса. Проучавање узрока разочарања, утицаја и степена у којем су појединачне одлуке мотивисане жељом да се то избегне, фокус је на пољу анализа одлука као што је разочарење, заједно са жаљењем, једна од две примарне емоције укључене у одлучивању.

## Етимологија
Реч на енглеском језику је disappointen, на старофранцуском desapointer, у дословном значењу је уклањање са функције. Његова употреба у смислу опште фрустрације прати до краја 15. века, а први пут је забележен на енглеском као емоционално стање депресије средином 18. века.

## Психологија
Разочарање је субјективан одговор у вези са очекиваним наградама. Време опоравка од разочарања зависи од интензитета, као и од особе која га је доживела. Може потрајати од неколико минута до неколико дана.
Разочарање и неспособност да се за то припреме се такође представља као извор повременог компромиса имунског система код оптимиста, који углавном имају боље здравље, алтернативно могу показати мањи имунитет када су под продуженим или неконтролисаним стресом, феномен који су истраживачи приписали ефекту разочарања. Тврде да оптимисти не користе емоционално ублажавање како би се припремили за разочарање и стога су мање способни да се носе са њим када га доживе. Овај ефекат разочарења је оспоравала Сузана Сегерстром од средине 1990-их, која је објавила неколико чланака који оцењују његову веродостојност. Њени налази указују на то да ће оптимисти, уместо да се не могу носити са разочарањем, активно позабавити својим проблемима и да ће због тога доживети одређени компромис имунитета.
Године 1994. психотерапеут Ијан Крејб је објавио књигу The Importance of Disappointment у којој се ослањао на дела Меланије Клајн и Зигмунда Фројда у напретку теорије да култура избегавања разочарења, посебно психотерапијска, што пружа лажна очекивања савршенства у животу и спречава људе у постизању здравог идентитета. Крејб је као два примера понудио парничне жртве медицинских грешака, које су некада несреће прихватиле као ток живота, и људе који трпе тугу након смрти вољене особе, којима је, како је рекао, дат лажни сценски модел опоравка, што је више дизајнирано да утеши терапеуте ожалошћених.
Жак Лакан је сматрао разочарење из детињства кључним за улазак у симболички свет културе, који у одраслој доби кључ за откривање ко смо ми у ствари.

## Теорија
Теорија разочарења, коју је средином 1980-их покренуо Давид Бел са даљим развојем Грејама Лумса и Роберта Сагдена се врти око схватања да су људи који размишљају о ризицима разочарани када исход није као очекивани. Теорија разочарања је коришћена у испитивању различитих процеса доношења одлука као што су повратна емиграција, усклађеност пореских обвезника и спремност купаца да плате. Давид Гил и Викторија Проуз су пружили експерименталне доказе да су људи несклони разочарању када се такмиче.
Разочарани појединци се фокусирају на узлазне факторе, алтернативне исходе који би били бољи од онога што су стварно доживели, до те мере да чак и позитивни исходи могу резултирати разочарањем. Један пример, који је доставио Бел, се тиче добитка на лутрији од $10.000, догађаја који ће се теоретски посматрати позитивније ако тај износ представља највећи могући добитак на лутрији него ако представља најмањи. Аналитичари раде на претпоставци да ће појединци предвидети потенцијал разочарања и доносити одлуке за које је мање вероватно да ће довести до доживљаја овог осећаја. Аверзија према разочарању је постављена као једно објашњење Алисовог парадокса, проблематичног одговора у очекиваној теорији корисности у којем се показује већа вероватноћа да ће људи изабрати одређену награду него рискирати већу, док су у исто време вољни покушати за већу награду када је нижа вероватноћа обе опције са одређеним ризиком.
Док су се ранији програмери теорије разочарења фокусирали на очекиване исходе, новија испитивања Филипа Делкуа и Александре Сило из INSEAD су се усредсредила на утицај каснијег разочарења које настаје када се стварни исход негативно посматра на основу даљег развоја, на пример, ако особа на берзи оствари веће добитке од очекиваних, може бити срећна све док недељу дана касније не открије да је могла да оствари много већи профит да је чекала још неколико дана на продају. Ово искуство разочарења може утицати на касније понашање, а аналитичари сматрају да укључивање таквих варијабли у теорију разочарења може побољшати проучавање бихејвиоралних економија. Разочарење се, заједно са жаљењем, мери директним испитивањем испитаника.